# Batère
Batère est un lieu-dit de la commune de Corsavy, dans les Pyrénées-Orientales (France) correspondant au flanc sud du pic de l'Estelle et du Puig Saint-Pierre.
On y trouve :
- les mines de Batère, mines de fer exploitées depuis l'antiquité jusqu'à la fin du XXe siècle ;
- la tour de Batère, tour à signaux ;
- un refuge de montagne.

## Accès

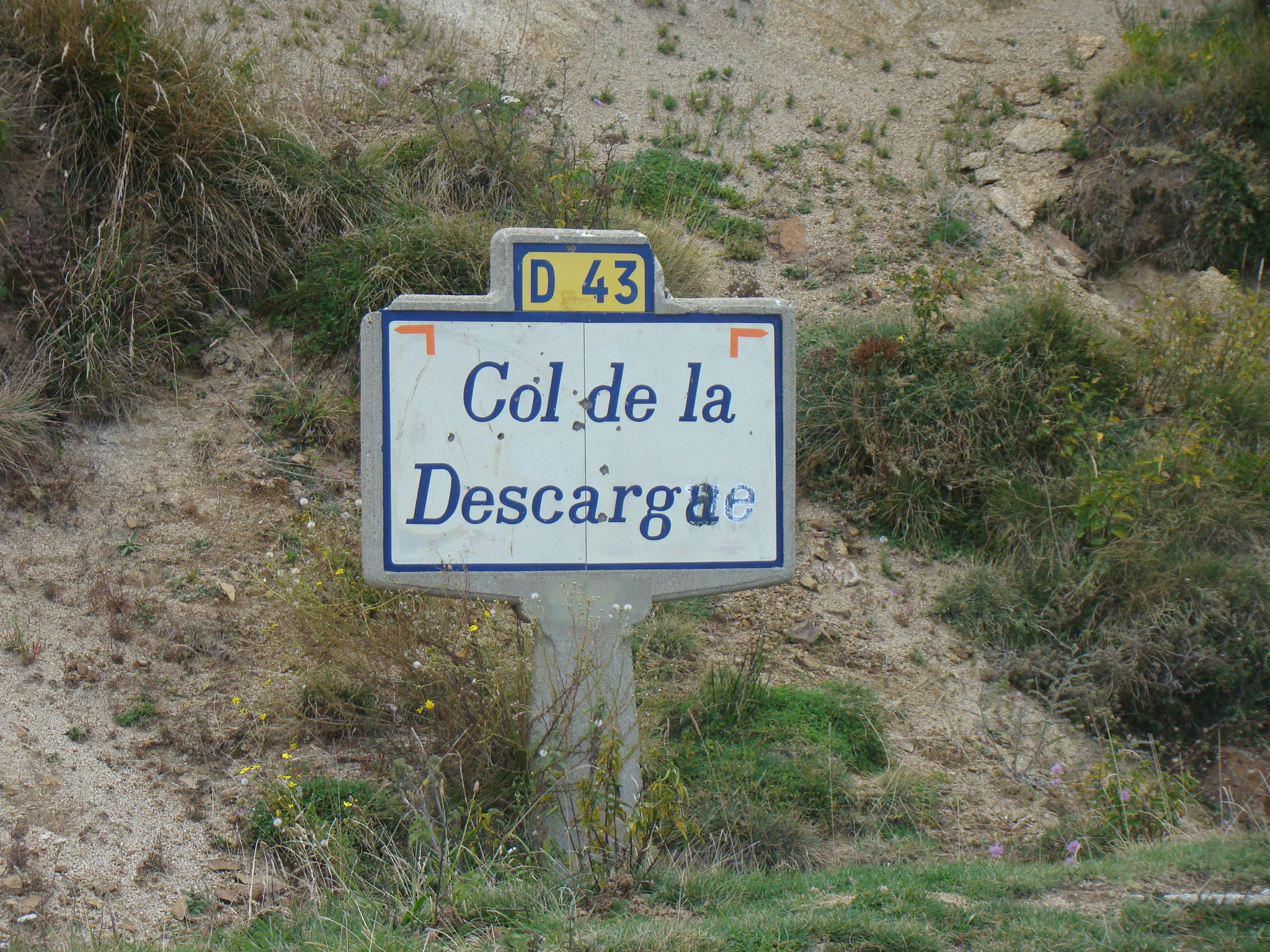
Panneau routier Col de la Descarga à Batère.

Le site est traversé par le sentier de grande randonnée GR10. Il est accessible par une route goudronnée depuis le village de Corsavy, qui rejoint une piste au col de la Descarga et rejoint, quelques mètres plus loin, le refuge de Batère.

## Toponymie
Le nom du lieu en catalan est Batera depuis le XVe siècle. Il tire son origine du mot catalan avet (« sapin ») et du suffixe collectif latin -aria, ce qui signifie « (lieu) où se trouvent de nombreux sapins, forêt de sapin ». Avetera est devenu Batera. Batère est la francisation de Batera.